# La famiglia Bellelli
La famiglia Bellelli (La famille Bellelli) è un dipinto a olio su tela (200x250 cm) di Edgar Degas, databile al 1858-1867 e conservato al Musée d'Orsay di Parigi.

## Storia

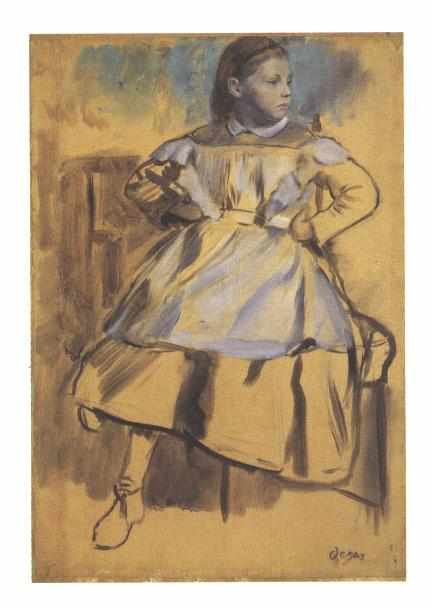
Studio condotto da Degas sulla figura di Giulia Bellelli

Una volta compiuti ventidue anni il giovane artista Edgar Degas scelse di coronare la dura attività di studio compiuta in Francia con un viaggio di formazione in Italia. A Firenze Degas fu ospite dalla zia paterna, unita in matrimonio con il barone Gennaro Bellelli. Già dal 1858 il pittore stava meditando sulla composizione di un quadro da realizzare per omaggiare la generosità dei Bellelli. Lo sappiamo grazie alla fitta corrispondenza epistolare che Auguste De Gas intrattiene con il figlio, cui confidò:
(Auguste De Gas)
La documentazione pervenutaci non rivela se il dipinto cui si riferisce papà Auguste si tratti effettivamente de La famiglia Bellelli o, piuttosto, di un suo studio, o magari di una sua versione allo stato embrionale. Comunque sia, Degas prese molto sul serio il consiglio del padre e continuò a lavorare al dipinto anche una volta ritornato a Parigi, dove eseguì copiosamente disegni, bozzetti e «studi di effetti di valori e di toni decorativi». Del lavoro preparatorio relativo al dipinto, in effetti, ci sono rimaste numerose tracce: molte di queste, in particolare, presentano uno sviluppo verticale, e lasciano intendere che in origine Degas avrebbe voluto ritrarre esclusivamente la zia con le due figlie, tralasciando dunque Gennaro, che detestava per via del cattivo carattere che egli esternava con gli amici e i conoscenti (del temperamento iniquo di Gennaro Bellelli si parlerà più approfonditamente nel paragrafo successivo). Significativi, inoltre, il bozzetto a pastello dell'intera composizione e i diversi abbozzi su fogli sciolti che Degas ci ha lasciato, di cui si segnala uno schizzo che coglie squisitamente l'atteggiamento dinamico ma annoiato della piccola Giulia.
Quest'elaborazione lunghissima, durata ben nove anni, si concluse in ogni caso nel 1867. L'eco del dipinto fu molto vasta e giunse anche oltralpe, dove ricevette gli entusiastici apprezzamenti di Cristiano Banti, che già nel 1858 aveva «veduto il famoso impressionista a Firenze [mentre] stava dipingendo un quadro di due o tre figure. Rammento non troppo bene, come in un sogno, una donna con bambino, e non so che altro; rammento dei bianchi, un non so che di abbigliamenti bianchi che mi assomigliava un poco al Vandich [sic]». Banti, in effetti, fu molto colpito dall'opera, che nonostante si riferisse a modelli colti proponeva comunque modelli presi dal «vero», in pieno accordo con le teorie macchiaiole che si andavano irradiando in quegli anni dal Caffè Michelangiolo. Preziosa è il commento che Degas lasciò nei suoi taccuini in merito ai modelli:
A ben vedere, Banti ebbe ragione in merito alla compenetrazione tra antico e moderno presente nel quadro, dove emerge chiaramente l'influenza esercitata dal maestro fiammingo. Trasparenti, in ogni caso, anche i riferimenti a Giorgione, Botticelli e alla pittura olandese del Seicento; numerosi critici hanno individuato persino referenze in Rembrandt, Daumier, Ingres, Velázquez (Las Meninas), Goya (La famiglia di Carlo IV) e Courbet (Dopocena ad Ornans). Degas, dunque, ammette di riferirsi agli antichi maestri, e «si diverte a giocare con tutto quello che la vecchia Accademia può ancora offrire, sfidandola però insieme dall'interno con soluzioni nuove e sostituendo agli eroi del passato personaggi contemporanei, ben sintetizzati nelle loro carni e nei loro costumi» (StileArte).

## Descrizione

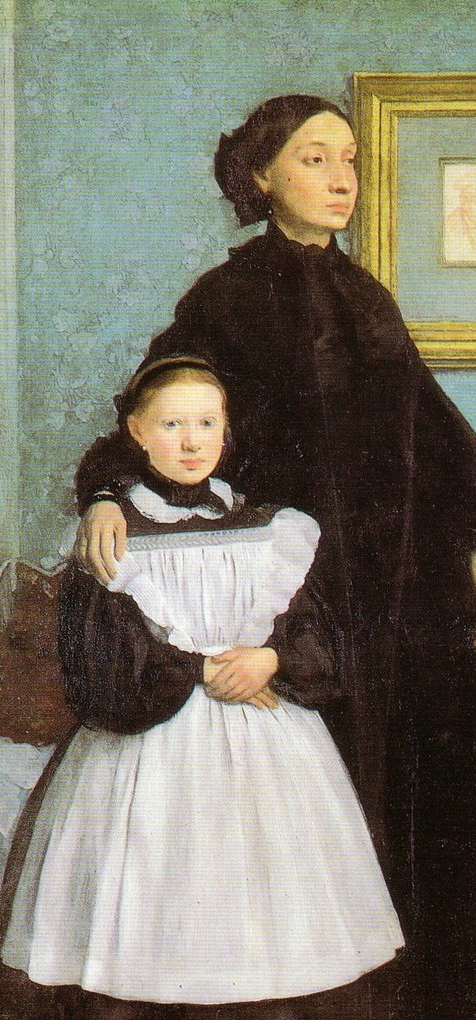
La famiglia Bellelli, dettaglio di Laure e della figlia Giovanna

In questo dipinto Degas raffigura la zia Laure in compagnia del marito, il barone Gennaro Bellelli, e delle due figlie, Giovanna e Giulia. A sinistra della composizione si erge statuaria la zia Laure, ammantata in un abito nero che la fa quasi sembrare l'eroina di un dramma teatrale. È alta, maestosa, autoritaria, e spicca per la dignità quasi monumentale che assume, tanto che sembra possedere la solida volumetria di certe donne giottesche. Rivolge alteramente lo sguardo a destra, dove è seduto il marito, ma lo ignora e, anzi, lo oltrepassa: questa impassibilità, apparentemente crudele, viene giustificata dalla difficile situazione coniugale che opprimeva entrambi.
A soli ventotto anni Laure era convolata a nozze con Gennaro Bellelli, un avvocato e giornalista di tendenze liberali che, imbevuto di patriottismo, nutriva consistenti simpatie per l'indipendenza italiana, tanto che divenne un entusiasta partigiano di Cavour. Proprio il suo credo politico fu causa di notevoli frizioni con il governo borbonico, che di tutta risposta lo esiliò a Firenze. Bellelli fu profondamente amareggiato e deluso dall'esito della sua lotta e le sue angosce si riverberarono nella sua vita sentimentale, che divenne in breve tempo burrascosa e, anzi, evidenziò come il matrimonio contratto con Laure fosse stato di convenienza. La stessa Laure risentì grandemente di queste asperità coniugali, fedelmente testimoniate dalla fitta corrispondenza che intrattenne con Degas, cui chiese: «Ho ragione di vedere sempre le cose in nero?». Le ferite intime di Laure, causate «dal carattere immensamente sgradevole e disonesto» di quella «persona non grata», erano purtroppo lente a rimarginarsi: «Vivere qui con Gennaro di cui conosci il carattere detestabile e senza che abbia una seria occupazione è qualcosa che mi trascinerà nella tomba» avrebbe detto la donna al pittore, con atroce lucidità. Era questa, quindi, l'atmosfera che si respirava a casa Bellelli quando Degas vi era ospite. Il pittore, dal suo canto, sa rendere l'inquietudine di questo muto dramma domestico con una sottigliezza psicologica tutta contemporanea. L'opera, ben lungi dall'essere «un po' scarna» (come alcuni critici dell'epoca hanno superficialmente commentato), non mira infatti a una pedissequa restituzione del dato reale, bensì intende scavare a fondo nell'animo dei suoi personaggi, giungendo a un'accurata indagine psicoanalitica numerosi decenni prima che Sigmund Freud scandagliasse gli abissi dell'inconscio. Già da questo quadro, d'altronde, iniziano a delinearsi prospettive per dipinti futuri, dove Degas continua a scrutare la silenziosa disperazione dell'uomo moderno, dando vita a risultati eccellenti come ne L'assenzio. Il pittore, in ogni caso, effettua quest'operazione mescolandovi vari riferimenti personali, come per esempio a Rembrandt (palese, infatti, la sua intenzione di «dare vita a un ritratto di famiglia secondo l'audace esempio additato dalla Ronda di notte», come osservato da un critico, anche se come si è visto l'impegno del pittore è ben lungi dall'esaurirsi qui).
Laure e Gennaro non sono affatto uniti dall'amore, così come presupporrebbe il loro vincolo matrimoniale, bensì sono esasperati da un'ostilità talmente radicata e tenace che è palpabile in questo stesso quadro. L'insoddisfazione della zia, poi, viene magistralmente elevata da Degas al rango di tragedia: l'osservatore, d'altronde, percepisce agilmente queste tensioni, nonostante la nota fresca e allegra della carta da parati sullo sfondo, evidente richiamo al cielo della Toscana. La stessa tavolozza del dipinto, infatti, è appesantita dal lento e cadenzante ritmo delle tonalità grevi e drammatiche delle colonne dell'orologio, tinte di un bel rosso carminio, della cornice dorata del quadro appeso in alto (ritraente l'ormai defunto René Hilaire De Gas), della veste scura di Laure e del tappeto sul pavimento. Un'ulteriore ventata di refrigerio cromatico viene fornita solo dal bianco candido dei grembiuli delle due bambine. La sottile inquietudine che permea questo dipinto viene accentuata anche dal formato grande dell'opera stessa e dai giochi strutturati sulle prospettive aperte dalle porte e dagli specchi, i quali conferiscono all'immagine una ricchezza spaziale di grande qualità, frutto probabilmente dell'attento studio di Las Meninas di Velázquez.

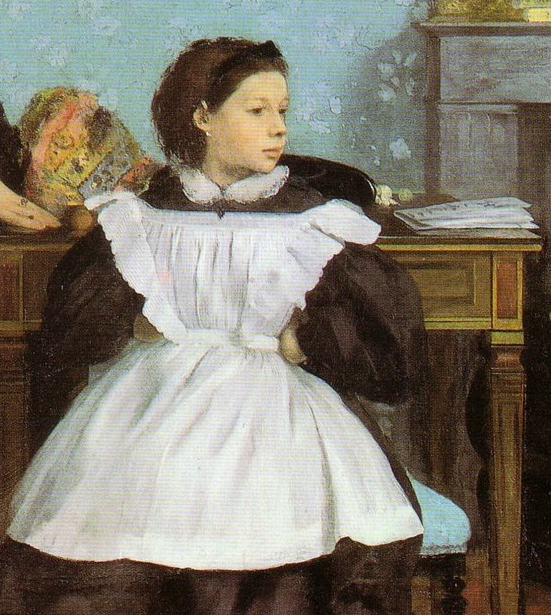
La famiglia Bellelli, dettaglio di Giulia

Questa sensazione di malessere, tuttavia, esita a scalfire l'umore delle due fanciulle, le quali sono indifferenti alle vicende coniugali dei loro genitori, così come tra l'altro la loro tenera età impone. La bambina di sinistra, Giovanna, gravita intorno all'altera figura della madre, che in un istintivo gesto di protezione la attira a sé con atteggiamento possessivo. Mentre Laure è divorata dal dispiacere ed è assorta in pensieri che la rendono immune da qualsiasi contatto con il mondo, Giovanna volge il suo grazioso visino verso l'osservatore, come se volesse dialogare e intessere una relazione con chi sta contemplando la scena. Il suo viso, inoltre, è impercettibilmente esultante: la bambina, in effetti, è consapevole di essere dipinta. Giulia, vero e proprio centro propellente del dipinto, riesce a sfuggire parzialmente al dominio della madre e volge distrattamente lo sguardo in basso a destra, dove si sta divincolando un piccolo cane: ha evidentemente intenzione di seguire la bestiolina, già per metà fuori dallo spazio pittorico (la sua sagoma è infatti tagliata dal margine destro dell'opera), tradendo il desiderio di sottrarsi a un'atmosfera così soffocante e claustrofobica. È forse per questo motivo che presenta la gamba sinistra tenuemente accavallata e le mani puntate sui fianchi, come se stesse intraprendendo un movimento di danza: nella spontaneità di questa fisionomia si possono già intravedere i futuri interessi del Degas pittore, destinato a divenire uno dei più acclamati pittori di ballerine di tutti i tempi. Gennaro Bellelli, invece, è seduto su una sedia e dà le spalle all'osservatore. Degas lo descrive come un uomo sostanzialmente preoccupato solo dei suoi interessi, ma che comunque prova un vivo affetto per le figlie, tanto che distoglie per un istante lo sguardo dalle sue carte per rivolgerlo alla piccola Giulia.